# Merla de Jamaica
La merla de Jamaica (Turdus jamaicensis) és un ocell de la família dels túrdids (Turdidae).

## Hàbitat i distribució
Habita els boscos i selva de les muntanyes i també les terres baixes de Jamaica.